# Palazzo Wangenheim
Il Palazzo Wangenheim (in tedesco: Wangenheimpalais) è un edificio nel quartiere Mitte di Hannover. Dal 1863 al 1913 è stato il municipio e la sede dell'amministrazione cittadina di Hannover. Oggi è la sede del Ministero dell'Economia della Bassa Sassonia.

## Storia
Il Palazzo di Wangenheim fu costruito negli anni 1829-1832 secondo i progetti del costruttore di corte Georg Ludwig Friedrich Laves. Si ritiene che Georg Moller abbia avuto un ruolo di consulenza nella progettazione dell'edificio. Georg Christian von Wangenheim commissionò la costruzione dell'edificio e lo utilizzò come residenza fino alla sua morte. Un giardino d'inverno fu aggiunto all'edificio da Laves nel 1844.
Nel 1851 salì al trono Giorgio V di Hannover. In seguito, l'edificio fu acquistato dalla corona e trasformato in un palazzo di residenza. Giorgio V visse nel palazzo per un periodo di dieci anni.
Nel 1862, l'edificio fu acquistato dalla città di Hannover, che assunse Ludwig Droste per supervisionare un progetto di ricostruzione dell'edificio. L'anno successivo, l'amministrazione cittadina lasciò il Vecchio Municipio e si trasferì nel palazzo. Il palazzo fu utilizzato come municipio e sede dell'amministrazione cittadina fino al 1913, quando il municipio si trasferì nel nuovo municipio, creato di fronte al palazzo.
Durante la Seconda guerra mondiale, il palazzo fu distrutto in uno dei raid aerei su Hannover nel 1943. Dopo la demolizione dell'antico mulino ad acqua di Brückmühle, in uso fin dal Medioevo, lo stemma cittadino del mulino è stato installato sul frontone della facciata del Palazzo Wangenheim.
Dal 1957, il Ministero dell'Economia della Bassa Sassonia ha utilizzato il palazzo come sede. Dal 1994 al 2013, di fronte al palazzo c'era una fermata dell'autobus progettata a forma di barca a vela dal designer italiano Massimo Iosa Ghini, che faceva parte del progetto artistico BUSSTOPS. Nel 2013 è stata spostata sul lato opposto della strada, di fronte al Museo August Kestner.

## Galleria d'immagini

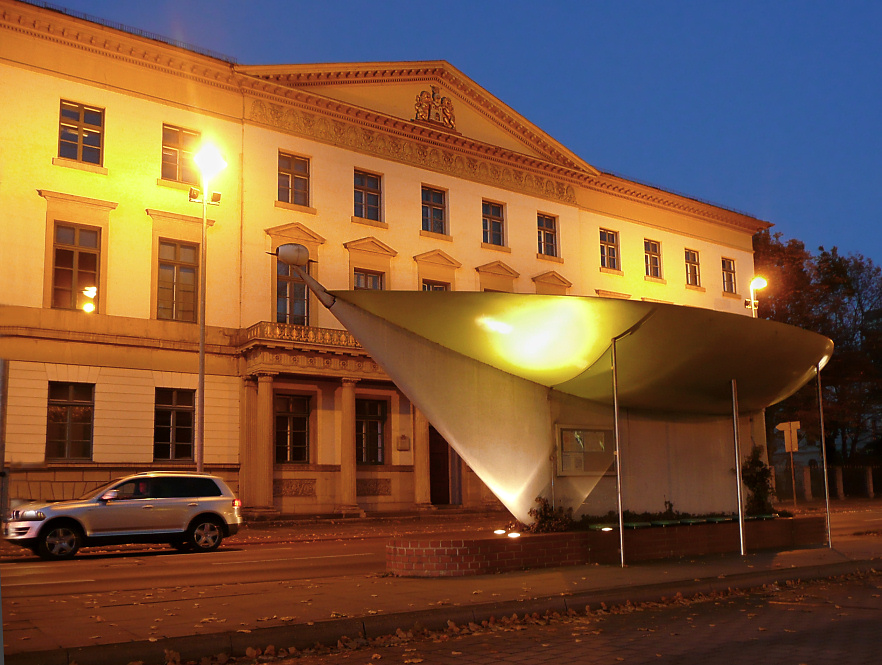
Palazzo di Wangenheim di notte con la fermata dell'autobus del progetto artistico BUSSTOPS di fronte al palazzo.
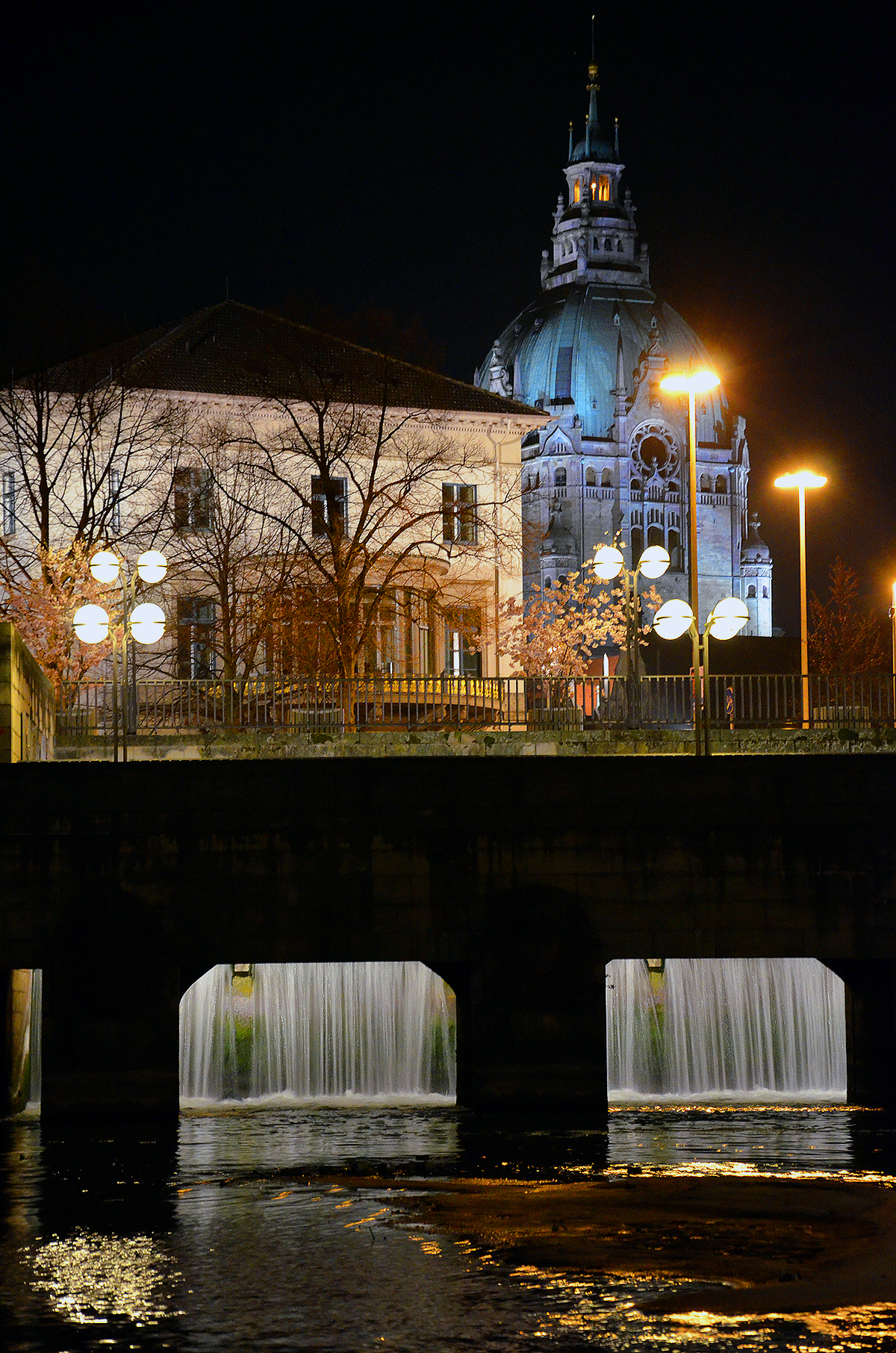
Il palazzo di notte in primavera, visto dalle rive del fiume Leine al Leineschloss.
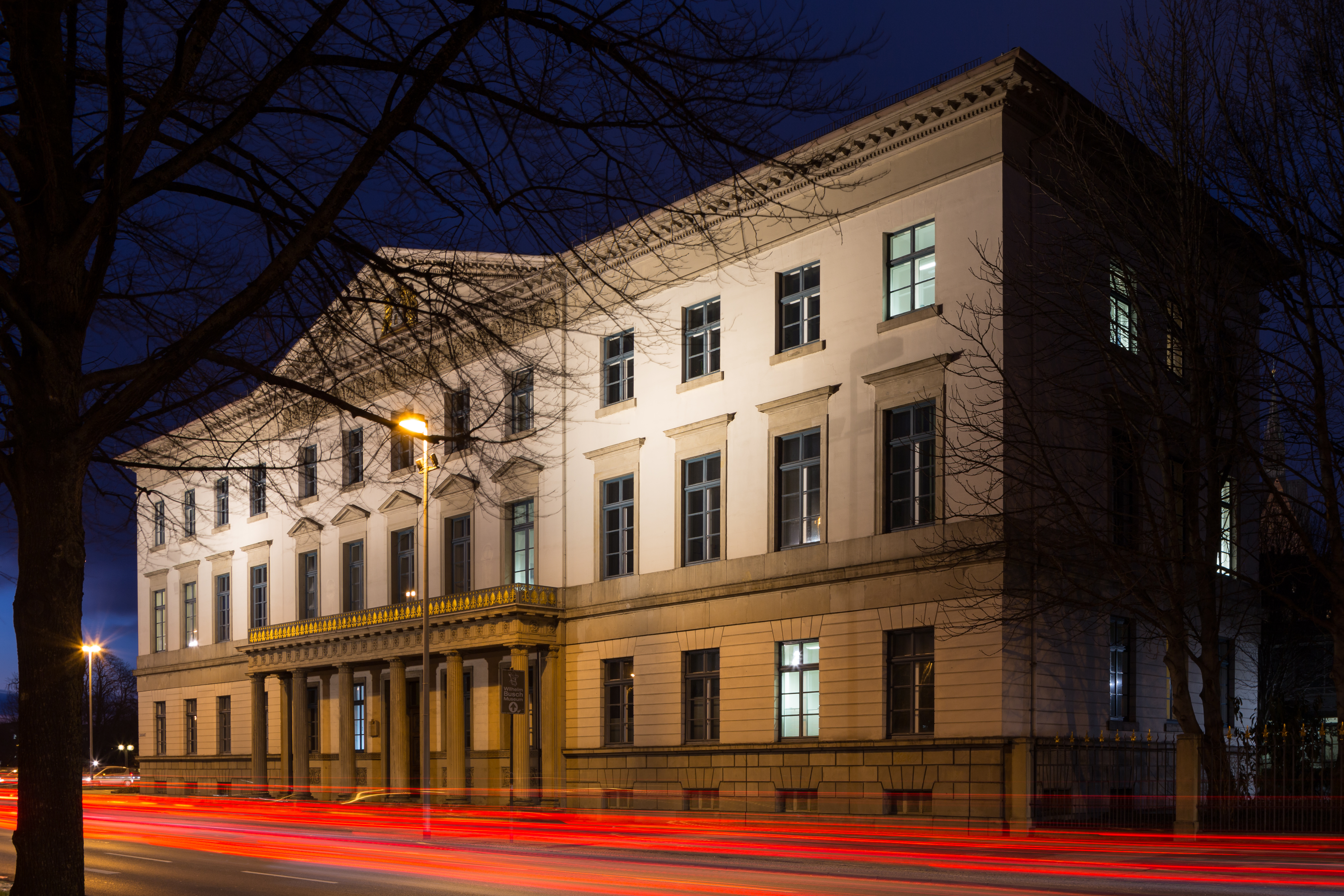
Il palazzo di notte